# Russisch-Turkse Oorlog (1768-1774)
De Russisch-Turkse Oorlog van 1768 tot 1774 was de vijfde van elf oorlogen tussen het Russische en het Ottomaanse Rijk. Het vormde een beslissend conflict waarbij het Russische Rijk zuidelijk Oekraïne, de Noordelijke Kaukasus en de Krim in handen kreeg.

## Voorgeschiedenis
De oorlog was het gevolg van interne spanningen in Polen tussen de Szlachta (Poolse adel) en koning Stanislaus II, een eerdere favoriet van de Russische tsarina Catharina II maar wel afhankelijk van de Russische troepen.
De Poolse Szlachta hadden zich op 29 februari 1768 verenigd in de Confederatie van Bar (vernoemd naar het plaatsje Bar, waar hun overeenkomst werd gesloten) en wezen gelijke rechten voor orthodoxen binnen Pools grondgebied af, zoals door het Russische Rijk was gewenst, uit angst om hun onafhankelijkheid te verliezen aan de Russen. Zij zochten hierbij de steun van de Ottomanen en Oostenrijk. Catharina stuurde in maart generaal Michail Kretsjetnikov naar het gebied om orde op zaken te stellen en de confederalisten tot staan te brengen.
De aanleiding voor de oorlog lag in het plaatsje Balta, dat bij vestigingen gedeeltelijk onder Pools bestuur (onder de naam Józefgród) en gedeeltelijk onder Turks bestuur stond (onder de naam Balta) en waar veel Joden woonden. In Balta hadden de confederalisten zich verenigd met de Turken en Krestsjetnikov viel daarop op 5 maart de plaats aan en brandde deze plat. Volgens de Russen hadden de confederalen en de Ottomanen een pogrom gepleegd op orthodoxen in Balta, hetgeen de bewoners om de hulp van het Russische leger had doen vragen.
Tegelijkertijd brak een van de Haidamaka-opstanden uit tegen het Poolse regime in Rechteroever-Oekraïne, naar alle waarschijnlijkheid opgestookt door de Russische autoriteiten. De deelnemers hieraan, de haidamaka's (Turks voor "achtervolgen"), bestonden uit allerhande ontevreden mensen, geleid door Zaporozje-Kozakken, die streden tegen de katholisering (hierbij aangemoedigd door de Russisch-orthodoxe Kerken uit een aantal plaatsen) en economische uitbuiting van Rechteroever-Oekraïne. Hun vijanden hierbij waren de Poolse confederalisten. Bij de opstand werden de joden vooral gezien als handlangers van de Polen, waarbij zij in elkaar geslagen of vermoord werden en hun bezittingen geplunderd (wat vervolgens weer voor grote problemen binnen het latifundiasysteem zorgde). De opstand, die bekend is geworden als de Koliivsjtsjina, stond onder leiding van de kozakken Maksim Zjeleznjak en Ivan Gonta. De opstand breidde zich uit over een groot deel van Rechteroever-Oekraïne en begon naast de Poolse autoriteiten ook de Ottomaanse autoriteiten zorgen te baren, helemaal toen hordes haidamaka's in achtervolging van hun vijanden ook door Ottomaans grondgebied trokken.
Hoewel Catharina II de haidamaka's aanvankelijk steunde in het Russisch-orthodoxe geloof en onder de haidamaka's de legende van het Gouden Manifest rondwaarde, als zou Catharina hen helpen in hun strijd, stuurde ze uiteindelijk in juni 1768 generaal Kretsjetnikov naar het gebied om de Polen te helpen de rust te herstellen. Van 20 tot 21 juni wisten de haidamaka's echter nog de vestingstad Oeman te veroveren, waarbij Gonta een groot aantal Polen en Joden liet uitmoorden. De schattingen over het aantal doden bij deze pogrom variëren van 2000 volgens Gonta zelf bij zijn berechting tot 50.000 in Joodse bronnen. Veel Joden vluchtten daarop naar het Turkse Balta om de moordende bendes te ontlopen. De Joden uit Józefgród probeerden daar ook naartoe te vluchten, maar een aantal van hen werd in de open steppes door de haidamaka's vermoord. De Joden uit Balta probeerden daarop de gedode Joden van de haidamaka's te kopen om ze een goede begrafenis te geven, maar de haidamaka's vielen ook het Turkse Balta aan. Het lokale Tataarse regiment wist onvoldoende uit te richten, waardoor veel Joden en andere inwoners werden afgeslacht en hun bezittingen geplunderd.

## Oorlogsverklaring
Catharina II had andere prioriteiten en wilde een oorlog met de Ottomanen voorkomen. De Turkse sultan Mustafa III, de zoon van Ahmet III die de Derde Russisch-Turkse Oorlog had gevoerd, zag deze houding echter als een teken dat het Russische Rijk militair zwak was en was kwaad over het feit dat Balta nu al twee keer was vernietigd door de Russen. Daarop verklaarde hij op 25 september 1768 het Russische Rijk de oorlog op beschuldiging dat de Russen een massamoord op de bevolking van Balta hadden gepleegd, iets wat werd ontkend door de Russische autoriteiten.
De Ottomanen sloten een alliantie met de Confederatie van Bar, terwijl de Russen een verbond sloten met Groot-Brittannië, dat de Keizerlijke Russische Marine adviseurs bood.

## Eerste militaire acties
De militaire acties begonnen met een onsuccesvolle aanval van de Krimtataren op Novorossiejsk en Bachmoet in de winter van 1768-1769. Begin 1769 trok het Russische Tweede Leger onder leiding van Roemjantsev naar de Zee van Azov, terwijl in Voronezj de Azov-flottielje opnieuw werd gebouwd (deze was vernietigd als onderdeel van de Vrede van Proet na de Derde Russisch-Turkse Oorlog van 1710-1711). In januari 1769, voerde het 70.000 man sterke Turks-Tataarse leger een van de grootste aanvallen in de geschiedenis uit op Rusland, dat werd afgeslagen door het 6.000 man sterke garnizoen van het Fort van St. Elisabeth. Dit verhinderde dat de Ottomanen verder oprukten. waarna de troepen van generaal Rumyantsev de indringers terugduwden naar de Zwarte Zee.

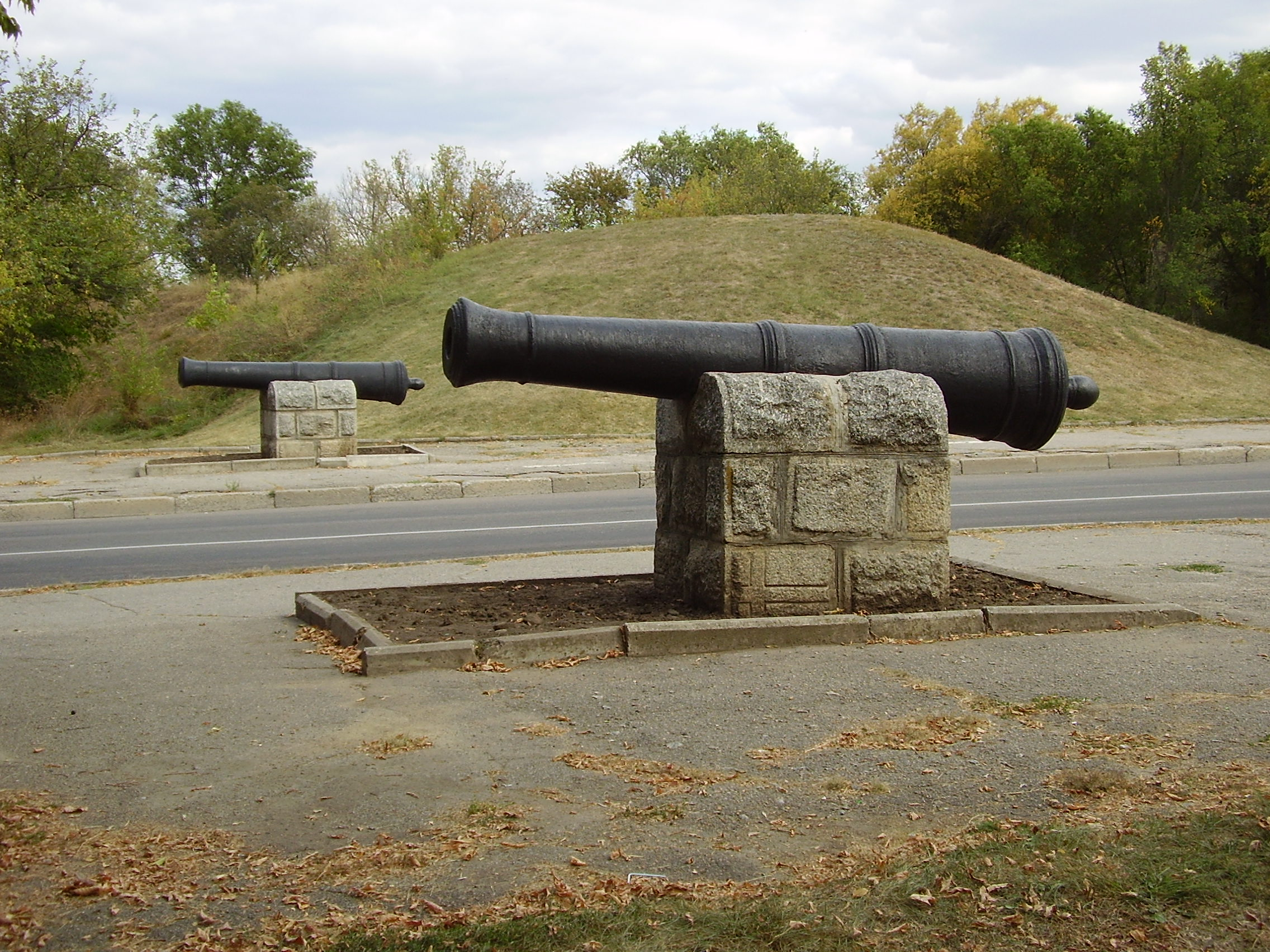
Kanonnen en vestingwerken van het fort van St. Elizabeth in de moderne stad Kropyvnytsky

In maart 1769 trok het Eerste Russische Leger onder leiding van Aleksandr Golytsin naar Moldavië, dat had beloofd zich aan te willen sluiten bij het Russische Rijk. Golytsin rukte op naar de stad Chotyn, waar hij de voorhoede van het leger van Karaman Pasja versloeg, maar de stad niet wist in te nemen, waarop hij zich terugtrok in juni naar Podolië. De Ottomanen trokken daarop met hun legers Moldavië binnen en verzamelden zich bij Chotin. Hun poging om daarop op 29 augustus de Dnjestr over te steken werd echter verhinderd door het Russische Eerste Leger, dat daarop opnieuw naar Chotin trok, dat veroverd werd op 9 september, gevolgd door Jassy op 26 september. Daarop nam Roemjantsev het bevel over van Golytsin en zette de opmars voort naar Galați en nam de Moldavische hospodar gevangen. Het Tweede Leger onder leiding van Panin viel Bender aan, maar wist het niet te veroveren. In de Kaukasus kreeg het Russische Rijk de steun van de Abazijnen, Kabardijnen en koning Erekle II van Kartli-Kachetië (het latere Georgië).

## Russische overwinningen in Walachije, Moldavië, de Krim en op zee
In 1770 begonnen de Ottomanen aan een onsuccesvolle poging om Moldavië te heroveren. Nadat ze waren teruggeslagen bij hun aanval op Focşani, trok het Russische Eerste Leger Walachije binnen en nam Brăila in. Eind mei begon het Ottomaanse leger onder leiding van grootvizier Khaliv Pasja een nieuw offensief om Moldavië te heroveren. Het leger trok door de Donau en concentreerde zich bij het fort İşmasıl om op 3 juni de Proet over te steken bij Fălciu, maar Roemjantsevs Eerste Leger versloeg de Turks-Tataarse troepen van kan Qaplan II Giray op 17 juni bij Rjabaja Mogila en op 7 juli bij Larga. Op 21 juli vond de Slag bij de Cahul (Russisch: Koegoel) plaats, waarbij het 17.000 man tellende leger van Roemjantsev won van een gecombineerd leger van 50.000 man Ottomaanse infanterie en 100.000 man Ottomaanse cavalerie van grootvizier Khalil Pasja, met nog eens 100.000 man Tataarse cavalerie op enige afstand van het slagveld. Bij de strijd kwamen meer dan 20.000 Ottomanen en slechts 1.000 Russen om. Voor deze overwinning werd later de Kagoelobelisk opgericht in Tsarskoje Selo.

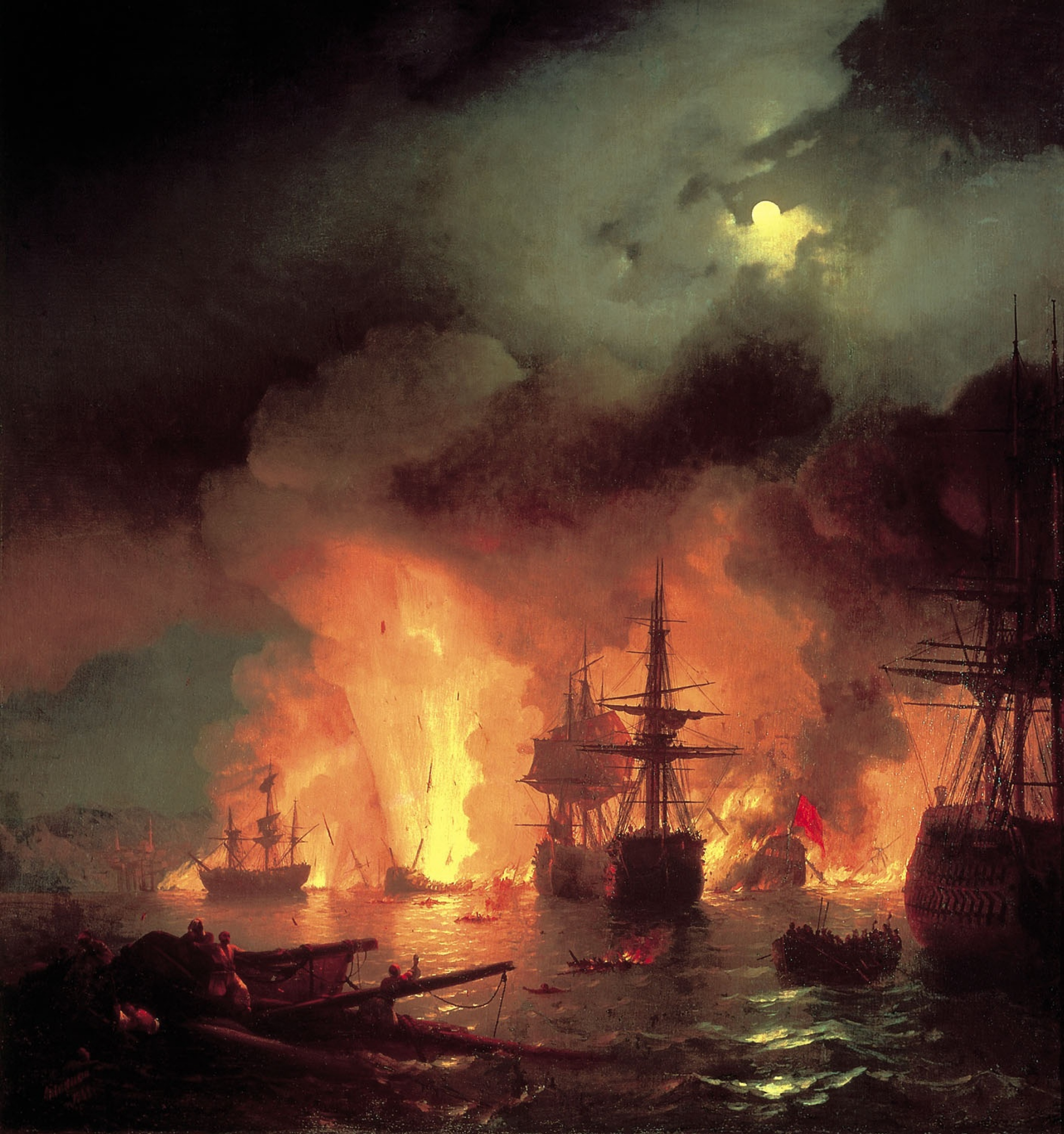
Slag bij Çeşme (Ivan Ajvazovski, 1881)

Een gebrek aan troepen verhinderde Roemjantsev om zijn militaire strijd te verleggen over de Donau en de Russen vielen daarom de Turkse forten langs de Dnjestr en de Donau aan. Tussen juli en december werden achtereenvolgens İşmasıl, Kilija, Bender, Akkerman, Brăila en ook Boekarest en Craiova veroverd. Aan het einde van het jaar waren alle vorstendommen langs de Donau in Russische handen.
Ook op zee waren de Russen succesvol. De Baltische Vloot, onder leiding van Aleksej Orlov en Grigori Spiridov, was na een half jaar varen naar de Middellandse Zee aangekomen bij Griekenland en veroverde daarop Navarino in april. Daarop bracht de vloot een grote nederlaag toe aan de Turkse vloot op 5 juli in de Straat van Chios en vernietigde deze grotendeels in de Çeşmebaai tijdens de Slag bij Çeşme van 6 tot 7 juli 1770. Hierdoor beheersten de Russische schepen de Egeïsche Zee, waardoor ze de voedselvoorziening over zee voor de Ottomaanse hoofdstad Constantinopel konden blokkeren en Turkse forten op de kust konden aanvallen en vernietigen. Daarnaast werd door een blokkade van de Dardanellen de Turkse handel met de Middellandse Zee geblokkeerd.
In februari 1771 vielen de Russische legers Giurgiu aan en in maart werden Tulcea en Isaccea geblokkeerd. In mei deed het Ottomaanse leger een poging om de Donauvorstendommen te heroveren. Ze wisten Georgiu te heroveren en verdreven de Russen uit Klein-Walachije. Een aanval van Ahmet Pasja in juni op Boekarest werd echter afgeslagen. Het Russische Eerste Leger heroverde daarop Georgiu, trok over de Donau naar de zuidelijke oever en nam Tulcea, Isaccea en Măcin. Het Tweede Leger nam op 25 juni 1771 Perekop in en veroverde de Krim, waarmee het Krimkanaat ophield te bestaan als onderdeel van het Ottomaanse Rijk.

## Onderhandelingen over vrede
Door de vele oorlogshandelingen had het leger echter inmiddels een groot gebrek aan munitie en wapens. Daarnaast was tsarina Catharina II bevreesd voor de vijandige houding van Oostenrijk en stond Zweden op het punt om een nieuwe oorlog te starten met Rusland. Vanuit de Russische zijde werd daarom aangedrongen op onderhandelingen over vrede.
In hetzelfde jaar verbrak Oostenrijk de alliantie met het Ottomaanse Rijk, daar er op dat moment meer heil werd gezien in een alliantie met het Russische Rijk, daar het land dan kans had om mee te delen in de veroverde gebieden van het Ottomaanse Rijk (zie Grote Oosterse Kwestie). Daarnaast begonnen in Syrië en Egypte opstanden tegen de Ottomaanse overheersing. Door het wegvallen van hun alliantie, de problemen binnen het rijk zelf en de zware verliezen die waren toegebracht aan het Ottomaanse leger en de Ottomaanse vloot, zag sultan Mustafa III geen andere uitweg dan om met tsarina Catharina II te onderhandelen over vrede. Op 30 mei 1772 werd daarop de Russisch-Turkse wapenstilstand en op 12 november uiteindelijk de Russisch-Krimse wapenstilstand getekend. De vredesonderhandelingen werden in juli 1772 gevoerd in de stad Focşani en vervolgens in Boekarest. Een van de inzetten van de Russen was de onafhankelijkheid van het Krimkanaat van het Ottomaanse Rijk. De Verheven Porte weigerde dit echter, waarop de vredesonderhandelingen uiteindelijk afsprongen.

## Tweede fase van de oorlog
In februari 1773 hervatten daarop de gevechten. Het Russische Eerste Leger onder Roemjantsev, probeerde de rechteroever van de Donau te ontdoen van Ottomaanse versterkingen, maar slaagde hierin aanvankelijk maar matig. De rechterflank van het Eerste Leger, bestaande uit een regiment infanterie uit Astrachan, een cavalerieregiment en een detachement kozakken, werd geleid door generaal-majoor Aleksandr Soevorov. Deze had kort daarvoor de Poolse opstand (1768-1772) met succes onderdrukt met gebruik van nieuwe tactieken en was ook in deze strijd succesvol. Hij wist op 10 mei of 28 juli 1773 het Turkse fort Turtukai op de zuidoever van de Donau te veroveren en op 14 september 1773 was hij verantwoordelijk voor een Russisch bruggenhoofd bij Hirsov over de Donau, dat hij met succes wist te verdedigen tegen Ottomaanse aanvallen hierop.
In juni 1774 werd de laatste aanval gelanceerd, waarbij De slag bij Kozloedzja op 9 juni een belangrijk element vormde. Een 40.000 man tellend Ottomaans leger onder leiding van reis-effendi en grootvizier Abdul Resach werd hierbij verslagen door een 8.000 man tellend Russisch leger onder leiding van Soevorov en Kamenski toen het probeerde een zijrivier van de Donau over te steken. Kamenski raakte hierbij in conflict met Soevorov, die, zonder op de troepen van Kamenski te wachten, ook Sjoemla aanviel. Hierop begon Kamenski intriges tegen Soevorov, waarop de laatste naar Boekarest vertrok. De slag bij Kozloedzja was Soevorovs eerste grote overwinning en zorgde ervoor dat hij snel promotie maakte binnen het leger. De Ottomaanse grootvizier was bij Kozloedzja bijna al zijn artillerie kwijtgeraakt en had zich teruggetrokken in Sjoemla, waar hij door Kamenski werd ingesloten. Op 16 juni versloeg Kamenski de Ottomanen bij Eni-Bazar en op 19 juni wist hij een uitval van de Ottomanen uit het belegerde Sjoemla te voorkomen, maar wist de plaats niet in te nemen. Veel Turkse soldaten begonnen te muiten in die tijd en sloegen op de vlucht voor de strijd.

## Verdrag van Küçük Kaynarca
De grootvizier begon daarop te onderhandelen met de Russen over de voorwaarden voor vrede. De kansen voor verdere expansie voor de Russische legers waren groot, maar Catharina II had inmiddels echter te maken gekregen met nieuwe problemen: Don-Kozak Jemeljan Poegatsjov was in 1773 een boerenrevolutie begonnen, die in 1774 was uitgespreid over de Oeral, de Wolgaregio en andere gebieden, waardoor de stabiliteit van het rijk in gevaar begon te komen. Om die reden moesten de troepen terugkomen om deze Poegatsjovopstand te onderdrukken. Daarnaast maakte de Zweedse koning Gustav III zich op voor een nieuwe oorlog tegen het Russische Rijk. Op 21 juli 1774 werd daarom een vredesverdrag gesloten in het plaatsje Küçük Kaynarca. Hierbij moesten de Ottomanen akkoord gaan met een onafhankelijke staat op de Krim, wat in de praktijk betekende dat het nu een vazalstaat werd van Rusland.
Verder herkreeg het Russische Rijk de eerder verloren gegane stad Azov en de stad Kertsj, de forten Jenikale en Kinboern aan de oostzijde van de Krim, de regio tussen de benedenloop van de Dnjepr en het fort Kinboern en Kabardië in de Noordelijke Kaukasus, waarbij de Koeban als nieuwe natuurlijke grens gold tussen het Russische en Ottomaanse Rijk. Ook kregen de Russische schepen vrije toegang vanuit de Zwarte Zee tot de Middellandse Zee via de Dardanellen, kreeg het Russische Rijk het recht tot "bescherming van de christenen binnen het Ottomaanse Rijk" en kregen Moldavië en Walachije autonomie binnen het Ottomaanse Rijk, waarbij ze protectoraten werden van het Russische Rijk. Ten slotte moest het Ottomaanse Rijk ook 4,5 miljoen roebel aan herstelbetalingen afdragen aan de Russen.